# 동경 21도
동경 21도(東經21度)는 본초 자오선에서 동쪽으로 21도 떨어진 경선이다. 북극점에서 시작하여 북극해, 유럽, 아프리카, 인도양, 남극해, 남극을 거쳐 남극점에 이른다.
동경 21도는 서경 159도와 이어져 지구의 둘레를 이룬다.
나미비아와 보츠와나 사이의 국경 일부로 규정되어 있다.

북극점에서 남극점까지 동경 21도선은 다음 지역을 지나간다.
| 좌표                                                  | 나라, 지역, 해역         | 주석 |
| ----------------------------------------------------- | ------------------------ | --- |
| 북위 90° 0′ 동경 21° 0′  / 북위 90.000° 동경 21.000°  | 북극해                   | |
| 북위 80° 43′ 동경 21° 0′  / 북위 80.717° 동경 21.000° | 노르웨이                 | 스발바르 제도의 타블레외위아섬                                                                                    |
| 북위 80° 42′ 동경 21° 0′  / 북위 80.700° 동경 21.000° | 북극해                   | |
| 북위 80° 13′ 동경 21° 0′  / 북위 80.217° 동경 21.000° | 노르웨이                 | 스발바르 제도의 노르데우스틀란데섬                                                                                |
| 북위 79° 21′ 동경 21° 0′  / 북위 79.350° 동경 21.000° | 바렌츠해                 | |
| 북위 79° 2′ 동경 21° 0′  / 북위 79.033° 동경 21.000°  | 노르웨이                 | 스발바르 제도의 바스티안인셀섬, 스피츠베르겐섬, 바렌트쇠위아섬, 에드게위아섬                                      |
| 북위 78° 2′ 동경 21° 0′  / 북위 78.033° 동경 21.000°  | 바렌츠해                 | |
| 북위 77° 35′ 동경 21° 0′  / 북위 77.583° 동경 21.000° | 노르웨이                 | 스발바르 제도의 에드게위아섬                                                                                      |
| 북위 77° 27′ 동경 21° 0′  / 북위 77.450° 동경 21.000° | 바렌츠해                 | |
| 북위 73° 24′ 동경 21° 0′  / 북위 73.400° 동경 21.000° | 대서양                   | 노르웨이만 |
| 북위 70° 3′ 동경 21° 0′  / 북위 70.050° 동경 21.000°  | 노르웨이                 | 스켸르뵈위아섬, 코겐섬, 본토                                                                                      |
| 북위 69° 3′ 동경 21° 0′  / 북위 69.050° 동경 21.000°  | 핀란드                   | |
| 북위 68° 53′ 동경 21° 0′  / 북위 68.883° 동경 21.000° | 스웨덴                   | |
| 북위 64° 9′ 동경 21° 0′  / 북위 64.150° 동경 21.000°  | 발트해                   | 보트니아만, 스웨덴 홀뫼아라 제도의 서부 해역을 지나가며, 핀란드 렙롯섬과 본토의 서부 해역을 지나감                |
| 북위 60° 39′ 동경 21° 0′  / 북위 60.650° 동경 21.000° | 올란드 제도              | 수많은 섬을 지나감                                                                                                |
| 북위 59° 55′ 동경 21° 0′  / 북위 59.917° 동경 21.000° | 발트해                   | |
| 북위 56° 30′ 동경 21° 0′  / 북위 56.500° 동경 21.000° | 라트비아                 | |
| 북위 56° 12′ 동경 21° 0′  / 북위 56.200° 동경 21.000° | 발트해                   | |
| 북위 55° 20′ 동경 21° 0′  / 북위 55.333° 동경 21.000° | 리투아니아               | 쿠로니아 모래톱                                                                                                   |
| 북위 55° 17′ 동경 21° 0′  / 북위 55.283° 동경 21.000° | 쿠로니아 석호            | |
| 북위 54° 54′ 동경 21° 0′  / 북위 54.900° 동경 21.000° | 러시아                   | 칼리닌그라드 월경지                                                                                               |
| 북위 54° 21′ 동경 21° 0′  / 북위 54.350° 동경 21.000° | 폴란드                   | 바르샤바를 통과함                                                                                                 |
| 북위 49° 20′ 동경 21° 0′  / 북위 49.333° 동경 21.000° | 슬로바키아               | |
| 북위 48° 31′ 동경 21° 0′  / 북위 48.517° 동경 21.000° | 헝가리                   | |
| 북위 46° 16′ 동경 21° 0′  / 북위 46.267° 동경 21.000° | 루마니아                 | |
| 북위 45° 21′ 동경 21° 0′  / 북위 45.350° 동경 21.000° | 세르비아                 | |
| 북위 43° 7′ 동경 21° 0′  / 북위 43.117° 동경 21.000°  | 코소보 또는 세르비아     | 코소보는 부분적으로만 승인받은 미승인 국가이다. 일부 국가는 이 지역을 세르비아의 영토 중 한 부분으로 보기도 한다. |
| 북위 42° 8′ 동경 21° 0′  / 북위 42.133° 동경 21.000°  | 북마케도니아             | |
| 북위 41° 1′ 동경 21° 0′  / 북위 41.017° 동경 21.000°  | 프레스파호               | |
| 북위 40° 49′ 동경 21° 0′  / 북위 40.817° 동경 21.000° | 그리스                   | 8km 정도 |
| 북위 40° 44′ 동경 21° 0′  / 북위 40.733° 동경 21.000° | 알바니아                 | |
| 북위 40° 32′ 동경 21° 0′  / 북위 40.533° 동경 21.000° | 그리스                   | |
| 북위 38° 38′ 동경 21° 0′  / 북위 38.633° 동경 21.000° | 지중해                   | 이오니아해, 자킨토스섬의 서부 해역을 지나감                                                                       |
| 북위 37° 16′ 동경 21° 0′  / 북위 37.267° 동경 21.000° | 그리스                   | 스트로파데스 제도                                                                                                 |
| 북위 37° 15′ 동경 21° 0′  / 북위 37.250° 동경 21.000° | 지중해                   | |
| 북위 32° 44′ 동경 21° 0′  / 북위 32.733° 동경 21.000° | 리비아                   | |
| 북위 21° 3′ 동경 21° 0′  / 북위 21.050° 동경 21.000°  | 차드                     | |
| 북위 9° 44′ 동경 21° 0′  / 북위 9.733° 동경 21.000°   | 중앙아프리카 공화국      | |
| 북위 4° 25′ 동경 21° 0′  / 북위 4.417° 동경 21.000°   | 콩고 민주 공화국         | |
| 남위 7° 17′ 동경 21° 0′  / 남위 7.283° 동경 21.000°   | 앙골라                   | |
| 남위 17° 57′ 동경 21° 0′  / 남위 17.950° 동경 21.000° | 나미비아                 | |
| 남위 18° 19′ 동경 21° 0′  / 남위 18.317° 동경 21.000° | 나미비아 - 보츠와나 국경 | |
| 남위 22° 0′ 동경 21° 0′  / 남위 22.000° 동경 21.000°  | 보츠와나                 | |
| 남위 26° 50′ 동경 21° 0′  / 남위 26.833° 동경 21.000° | 남아프리카 공화국        | 노던케이프주 웨스턴케이프주                                                                                       |
| 남위 34° 22′ 동경 21° 0′  / 남위 34.367° 동경 21.000° | 인도양                   | |
| 남위 60° 0′ 동경 21° 0′  / 남위 60.000° 동경 21.000°  | 남극해                   | |
| 남위 69° 59′ 동경 21° 0′  / 남위 69.983° 동경 21.000° | 남극                     | 퀸모드랜드, 노르웨이가 영유권을 주장한다.                                                                         |

## 같이 보기
- 동경 20도
- 동경 22도